# Katie Noonan
Katie Anne Noonan (Brisbane, 2 maggio 1977) è una cantautrice australiana.

## Biografia
Katie Noonan ha ricevuto inizialmente popolarità come membro dei gruppi George e Elixir, che hanno trovato successo sia nella critica specializzata che nelle classifiche australiane. Dopo aver pubblicato due album collaborativi, uno con la madre Maggie e uno con Paul Grabowsky, il suo disco di debutto da solista, intitolato Skin, è uscito ad agosto 2007: i tre album hanno raggiunto rispettivamente la 61ª, la 65ª e la 6ª posizione della ARIA Albums Chart. Da allora ha piazzato altri quattro progetti nella medesima classifica; in particolare, Emperor's Box ha raggiunto la 21ª posizione. Nel 2018 la cantante si è esibita alla cerimonia di apertura e di chiusura dei XXI Giochi del Commonwealth, mentre l'anno seguente ha vinto il Creative Leadership Award agli Australian Women in Music Awards.
Agli ARIA Music Awards la cantante ha accumulato undici candidature, di cui quattro vittorie: tre nella categoria Miglior album jazz e una nella categoria Miglior album di world music.

## Discografia

### Album in studio
- 2004 – Two of a Kind (con Maggie Noonan)
- 2005 – Before Time Could Change Us (con Paul Grabowsky)
- 2007 – Skin
- 2008 – Blackbird: The Music of Lennon and McCartney
- 2010 – Emperor's Box (con i The Captains)
- 2011 – First Seed Ripening (con gli Elixir)
- 2012 – Songs of the Southern Skies (con Karin Schaupp)
- 2013 – Songbook
- 2014 – Fierce Hearts
- 2014 – Songs That Made Me
- 2015 – Transmutant
- 2016 – With Love and Fury (con Brodsky Quartet)
- 2017 – Songs of the Latin Skies (con Karin Schaupp)
- 2018 – Gratitude and Grief (con gli Elixir)
- 2019 – The Little Green Road to Fairyland (con Queensland Chamber Orchestra)
- 2019 – The Glad Tomorrow (con The Australian String Quartet)
- 2020 – Late Night Tunes with Noons
- 2020 – The Sweetest Taboo

### Album di remix
- 2008 – Second Skin (con John Course e mrTimothy)

### EP
- 2011 – Songs from the British Isles (con Karin Schaupp)